# Scotocyma transfixa
Scotocyma transfixa är en fjärilsart som beskrevs av Turner 1931. Scotocyma transfixa ingår i släktet Scotocyma och familjen mätare. Inga underarter finns listade.